# Wilhelm Kleemann (Politiker, 1795)
Johann Friedrich Wilhelm Kleemann (* 22. April 1795 in Ebeleben; † 12. Juni 1881 in Sondershausen) war ein deutscher Domänenpächter und Politiker.

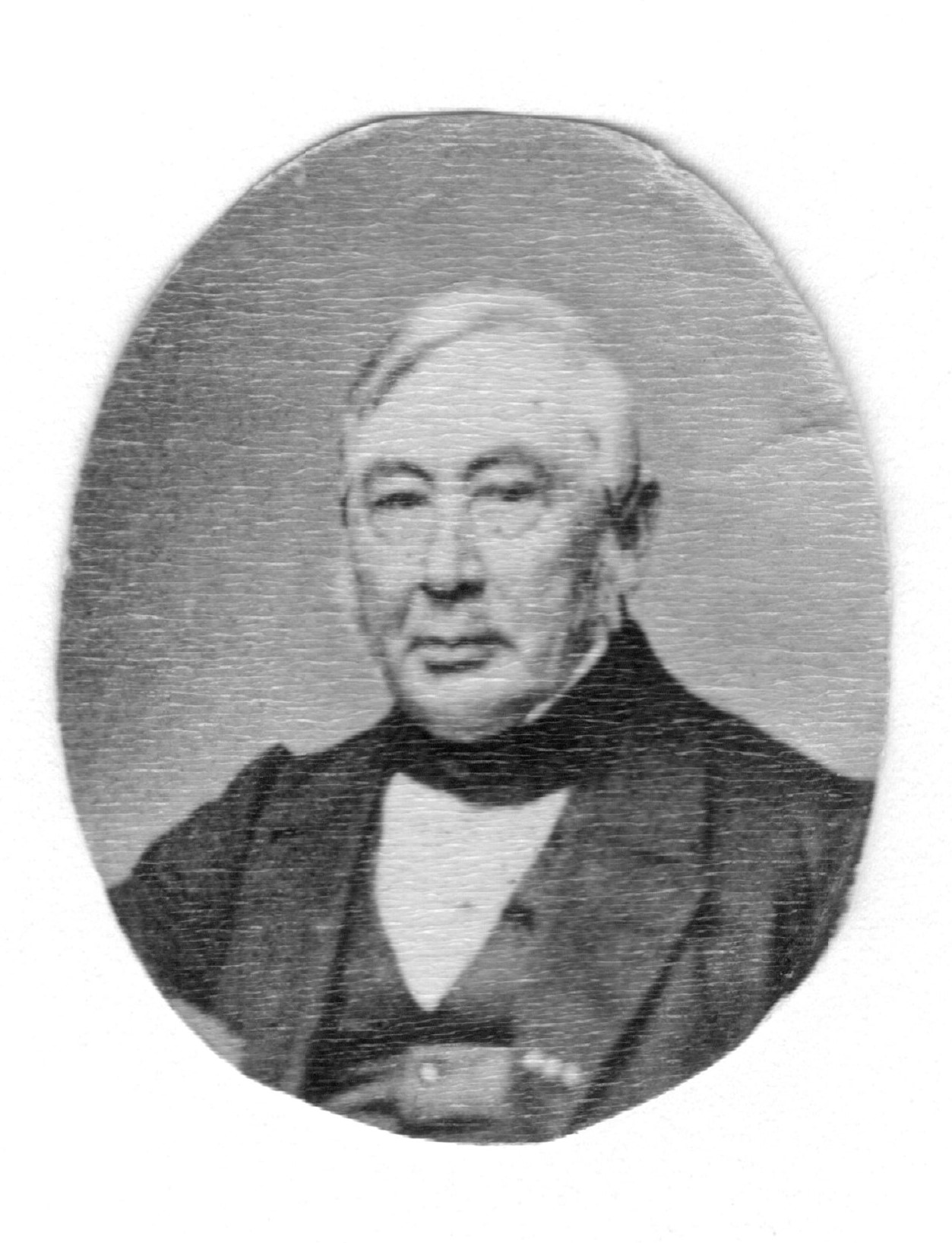
Wilhelm Kleemann (1795–1881)

## Leben
Kleemann war ein Sohn des Domänenpächters Johann Ernst Gottfried Kleemann und dessen Ehefrau Christine Louise Johanne Wilhelmine geb. Walther, ein Enkel des Domänenpächters Johann Friedrich Kleemann in Walkenried. Ferdinand Kleemann war sein Bruder. Er war evangelisch-lutherischer Konfession und heiratete am 11. Mai 1818 in Bernburg seine Cousine Auguste Klemann (* 9. Januar 1796 in Bernburg; † 21. September 1867 in Ebeleben), die Tochter des geheimen Kammerrates Johann Friedrich Carl Kleemann. Seine Tochter Therese (1819–1905) heiratete den Architekten Carl Scheppig; die Tochter Luise (1827–1910) wurde die Mutter des Musikwissenschaftlers Hugo Riemann.
Kleemann erhielt zunächst Unterricht von einem Hauslehrer und besuchte dann das Gymnasium in Gotha. Danach machte er eine landwirtschaftliche Lehre in Friedrichswerth bei Gotha. Am 19. November 1813 übernahm er die Pacht der Domänen Ebeleben und Marksußra, wo er auch eine Bierbrauerei betrieb. Am 14. Juni 1879 gab er altersbedingt die Pacht auf.
Im Jahr 1840 war er Gründer des Vereins zur Beförderung der Landwirtschaft in Sondershausen, war dort bis 1874 Vorstandsmitglied und dann Ehrenpräsident. Er war Ehrenmitglied der landwirtschaftlichen Vereine in Erfurt (1842), Nordhausen (1849), Mühlhausen (1860), des Kleinwächterschen in Schlesien (1861), der Hannoverschen in Celle (1864) und des Centralvereins der Provinz Sachsen (1875). 1855, 1857 und 1859 wird er als Mitglied der Verwaltungsrates der Thüringischen Bank genannt.
Er wurde 1821 zum Oberamtmann, 1838 zum Amtsrat und 1880 zum Geheimen Kammerrat ernannt.
Zum 50-jährigen Pachtjubiläum 1863 erhielt er die „große goldne Medaille für landwirthschaftliches Verdienst“. Er erhielt 1858 das Schwarzburgische Ehrenkreuz III. Klasse und 1879 das Kreuz II. Klasse.
Vom 28. November/4. Dezember 1867 bis zum 20. November 1876 war er vom Fürsten gewähltes lebenslanges Mitglied im Landtag des Fürstentums Schwarzburg-Sondershausen. Ab dem 24. Juni 1868 war er dort Alterspräsident.

## Nachweise
1. ↑  Der Deutsche. Sondershäuser Zeitung vom 21. November 1863, S. 1109.
2. ↑  Fürstlich Schwarzb. Regierungs- und Intelligenz-Blatt vom 7. August 1858, S. 349.
3. ↑  Regierungs- und Nachrichtsblatt für das Fürstenthum Schwarzburg-Sondershausen vom 25. Januar 1879, S. 41.

| Personendaten    | Personendaten                          |
| ---------------- | -------------------------------------- |
| NAME             | Kleemann, Wilhelm                      |
| ALTERNATIVNAMEN  | Kleemann, Johann Friedrich Wilhelm     |
| KURZBESCHREIBUNG | deutscher Domänenpächter und Politiker |
| GEBURTSDATUM     | 22. April 1795                         |
| GEBURTSORT       | Ebeleben                               |
| STERBEDATUM      | 12. Juni 1881                          |
| STERBEORT        | Sondershausen                          |